# Sunda
Sunda è un comune delle isole Fær Øer. Ha una popolazione di 1 557 abitanti, fa parte della regione di Eysturoy sull'isola omonima e su Streymoy. Il comune è il secondo più vasto dell'arcipelago ed è poco popolato. Il capoluogo comunale è Oyrarbakki.
Dal 1º gennaio 2005 ha inglobato cinque comuni che sono stati soppressi: Gjógv, su Eysturoy, e Haldarsvík, Hvalvík, Hósvík, Saksun su Streymoy.
Le località del comune sono dodici: Gjógv, Haldarsvík, Hósvík, Hvalvík, Langasandur, Nesvík, Norðskáli, Oyrabakki, Oyri, Saksun, Streymnes e Tjørnuvík.